# Клеопатра Трифаина
Согласно Порфирию, дочь Птолемея XII Авлета, после изгнания отца правившая совместно со своей сестрой Береникой IV в течение года, после чего скончалась. Береника продолжила царствовать совместно с мужем Архелаем до своего свержения вернувшимся с римской помощью Птолемеем.
Среди единокровных (или полнородных) братьев и сестёр Клеопатры Трифены — Птолемей XIII, Птолемей XIV, Береника IV, Арсиноя IV и знаменитая Клеопатра VII.
Некоторыми историками отрицается существование второй дочери Птолемея XII с именем Клеопатра Трифена, и предполагается, что Порфирий ошибся, приняв, в данном случае, мать Береники Клеопатру Трифену за ее соцарствовавшую сестру.